# Terttu Huttu-Juntunen
Terttu Aulikki Huttu-Juntunen (ur. 15 kwietnia 1951 w Suomussalmi) – fińska polityk, posłanka do Eduskunty, w latach 1995–1999 minister.

## Życiorys
W 1981 ukończyła socjologię na Uniwersytecie w Tampere. Zawodowo związana z instytucjami pomocy społecznej. Działaczka Sojuszu Lewicy, w pierwszej połowie lat 90. weszła w skład rady tego ugrupowania. W latach 1995–1999 sprawowała mandat deputowanej do fińskiego parlamentu. Od kwietnia 1995 do kwietnia 1999 w rządzie Paava Lipponena była ministrem w ministerstwie spraw społecznych i zdrowia oraz w ministerstwie pracy (nie pełniąc funkcji kierownika tych resortów). Powróciła do pracy zawodowej w pomocy społecznej, w 2015 przeszła na emeryturę. Powołana też na wiceprezesa zarządu fundacji KAKS zajmującej się rozwojem sektora komunalnego. 